# 明徳 (後蜀)
明徳（めいとく）は、五代十国時代の十国のひとつ後蜀において孟知祥の治世で用いられた元号。934年 - 937年。

## 西暦・干支との対照表
| 明徳 | 元年  | 2年   | 3年   | 4年   |
| 西暦 | 934年 | 935年 | 936年 | 937年 |
| 干支 | 甲午  | 乙未  | 丙申  | 丁酉  |